# Église et monastère des Bernardins
Ne doit pas être confondu avec Collège des Bernardins.
L'église et monastère des Bernardins (en ukrainien : Костел і монастир бернарди́нів), est un groupe de bâtiments religieux situé à Lviv en Ukraine. L'ancien monastère bernardin appartient actuellement aux services publics des archives historiques de Lviv, quant à l'église, elle appartient à l’Église grecque-catholique ukrainienne.

## Monastère défensif

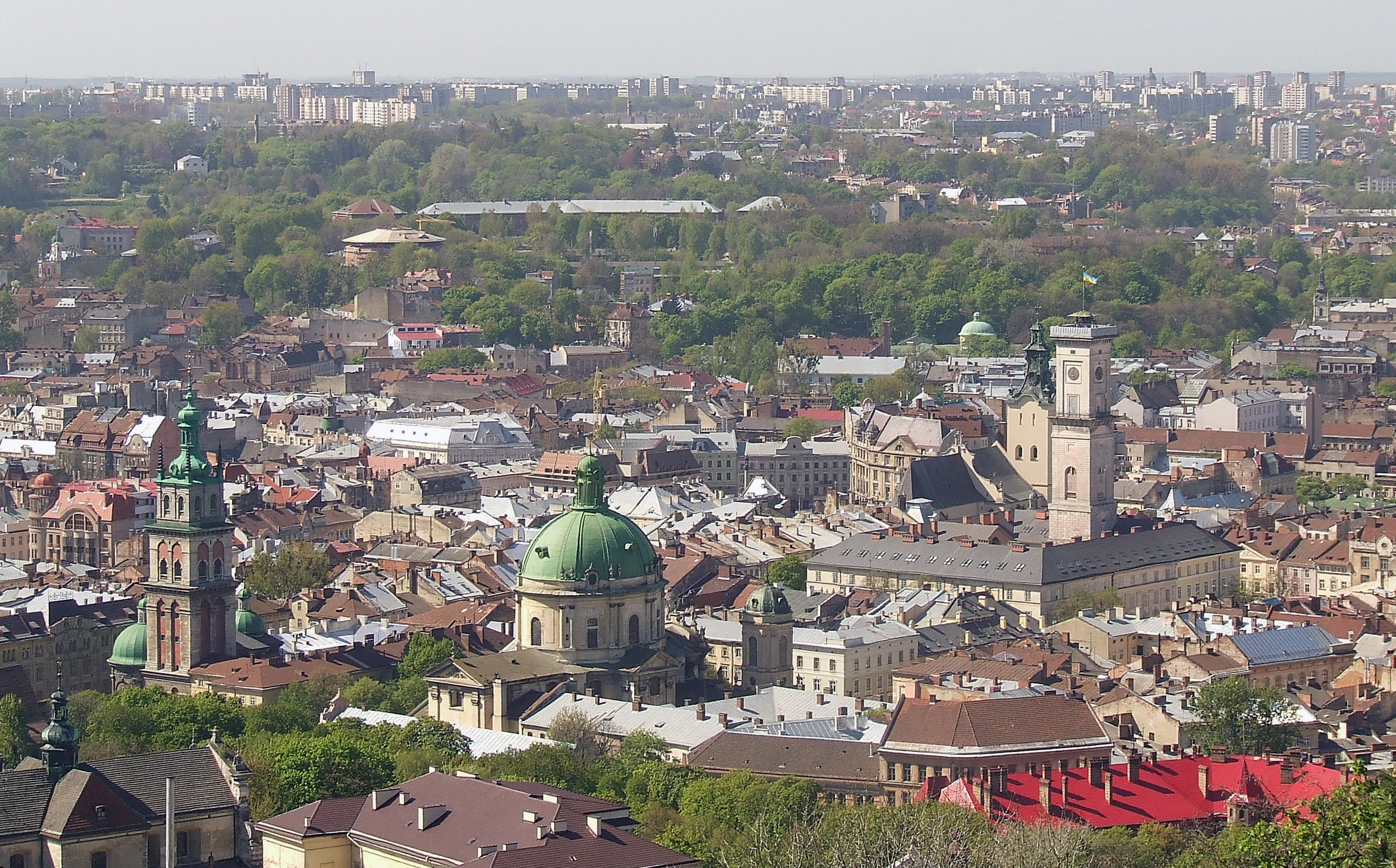
Panorama de Lviv.

Toute l’histoire de l’architecture de Lviv se retrouve à proximité de la place du marché et de son hôtel de ville (ratoucha) : un espace urbain central, de taille réduite, dominé par un campanile de style italien, entouré d'édifices religieux nombreux. L'église-monastère des bernardins est un des plus intéressants : elle est à la fois un élément du système défensif de la ville et une construction à caractère religieux mixte : église et monastère. La ville de Lviv est parfois appelée la « Rome du Nord », de par son attachement religieux à Rome (Uniates-Église grecque-catholique ukrainienne), mais également du fait que les conceptions architecturales et urbanistiques de l'Italie ont été suivies par une des religions les plus présentes et ont trouvé dans cette ville un terreau fertile, quelques années après leur développement en Europe méridionale. La vieille ville de Lviv est inscrite sur la liste de l'UNESCO du patrimoine mondial, depuis 1998. La richesse et la variété de son architecture provient également de la coexistence pendant des siècles de communautés multi-ethniques (polonaises, ukrainiennes, juives, allemandes, arméniennes), qui rivalisèrent entre elles, notamment pour des raisons religieuses (uniates, catholiques, juifs, orthodoxes) et aboutirent à la création de nombreux chefs-d'œuvre, représentatifs d'époques et d'influences variées.     

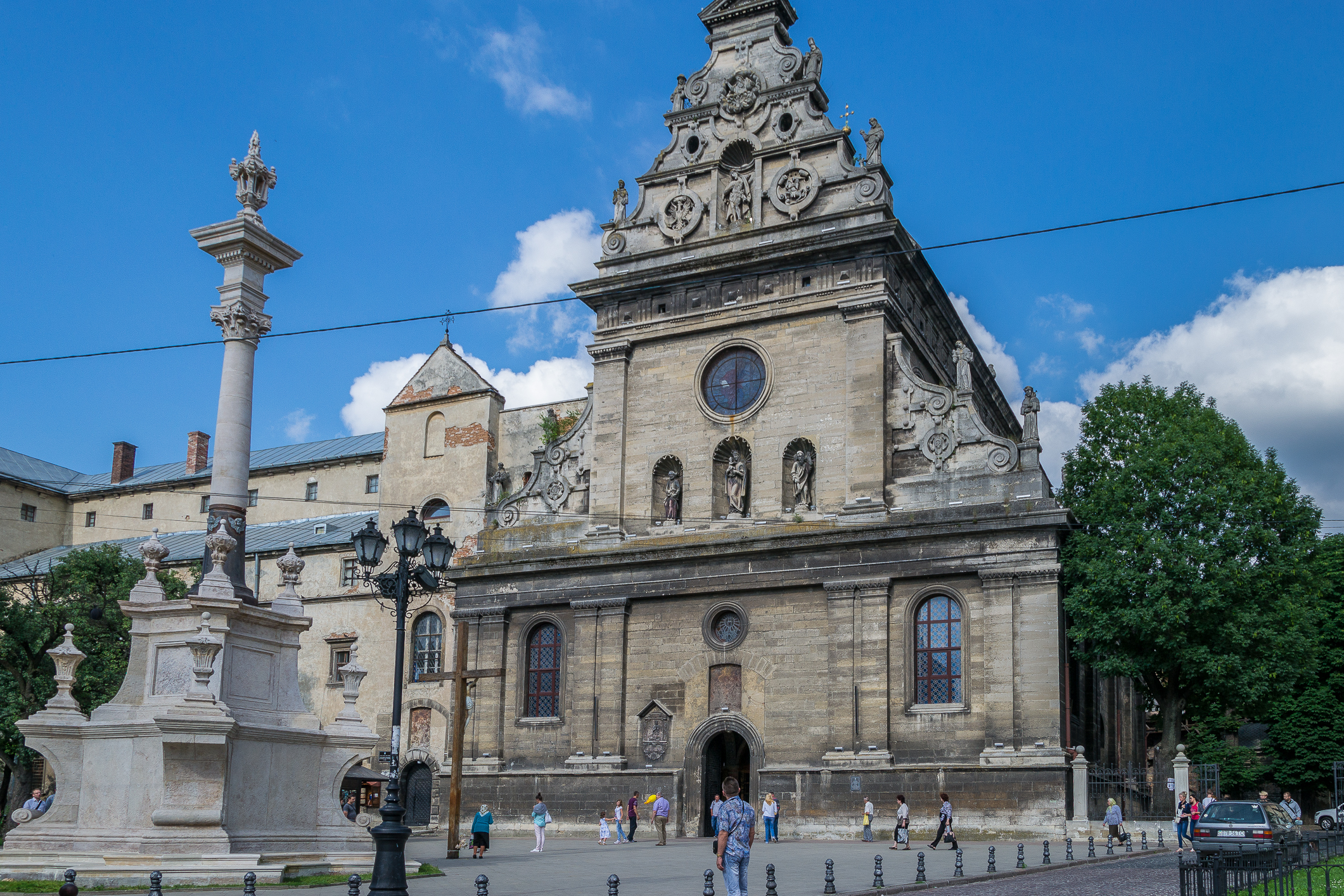
Église et monastère.

Le bâtiment principal du monastère des Bernardins occupe un emplacement triangulaire, qui était un rempart entre les portes de Galicie et le bastion du Roi, avec, au sommet, un autre puissant bastion, dit des Bernardins. Le monastère fut renforcé en différents endroits, entouré d’un fossé et de remparts, qui furent reliés par une enceinte aux murs de la ville. Les constructions en bois du monastère, du XVe siècle, brûlèrent à maintes reprises et furent reconstruites dans le courant des XVIIe et XVIIIe siècles, mais en pierre. En 1600-1630 est construite l’église Saint-André et, en même temps, à côté d’elle, on construisit des cellules pour les moines. Le Monastère est entouré de puissants murs de pierre munis de meurtrières, de tours et de portes. Parmi celles-ci la porte Gliniancka (en). Sont contigus à ces murs : des bâtiments pour l’intendance, une forge et une écurie. Aux murs de défense fut ajoutée une tour-clocher, qui rivalise avec les autres tours présentes à côté de chaque édifice religieux et constituent toutes ensemble un panorama caractéristique.
Sur la place, devant l’église, se trouve une colonne décorative, sur laquelle, dans le passé, se trouvait une statue de Jean de Dukla, patron de Lviv, au sud de l’église. Sur le côté est une rotonde, au-dessus d’un puits. Le monument fut restauré maintes fois et les derniers travaux datent de 1960-1970. C’est un des plus beaux ensembles de Lviv de la période des XVIIe et XVIIIe siècles, qui mélange les styles de l’architecture Renaissance, tout en portant déjà en lui des changements apportés par le maniérisme, si présent dans la ville durant les siècles qui suivent.

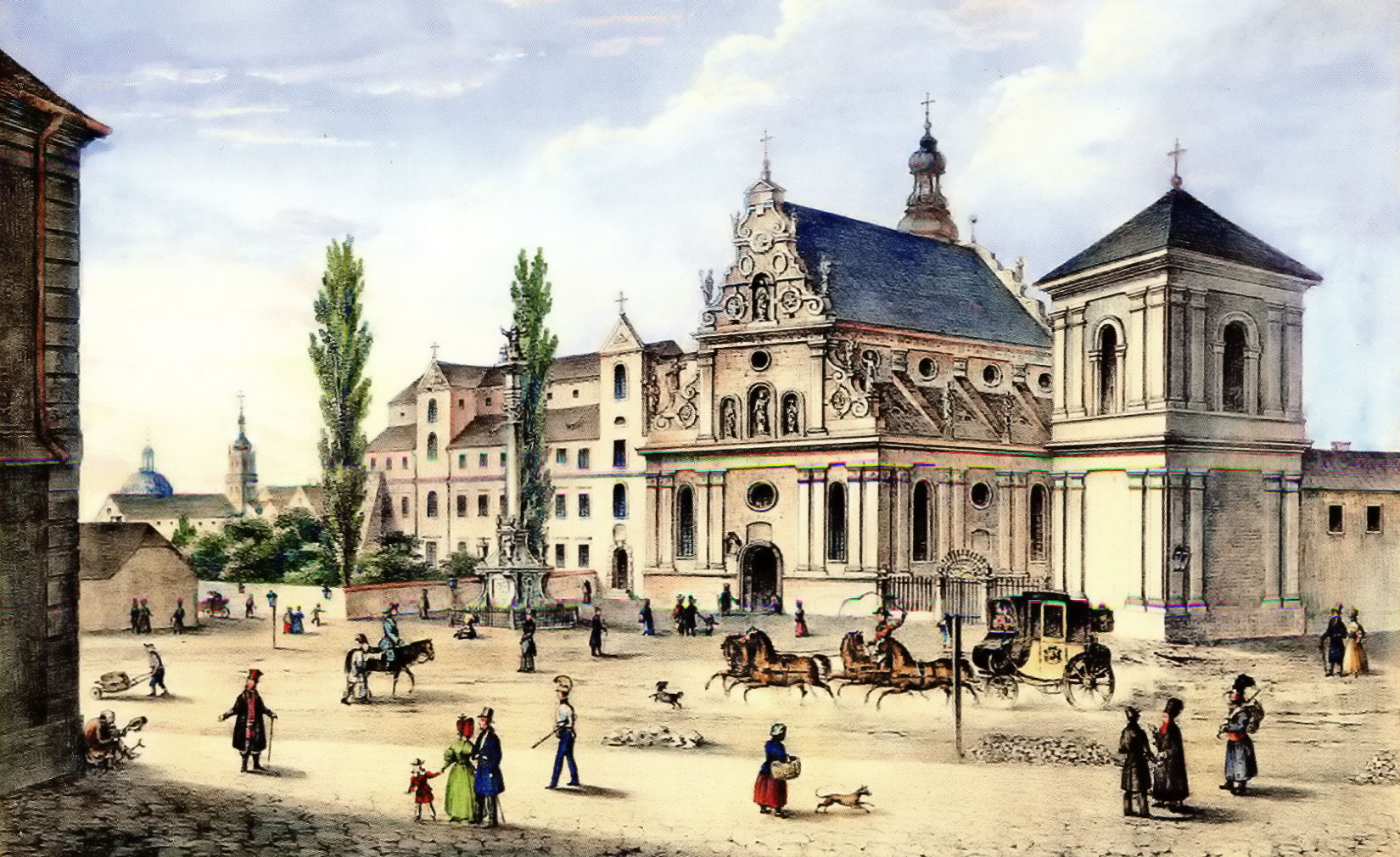
Dessin de Karol Auer.

## Église Saint-André et le clocher

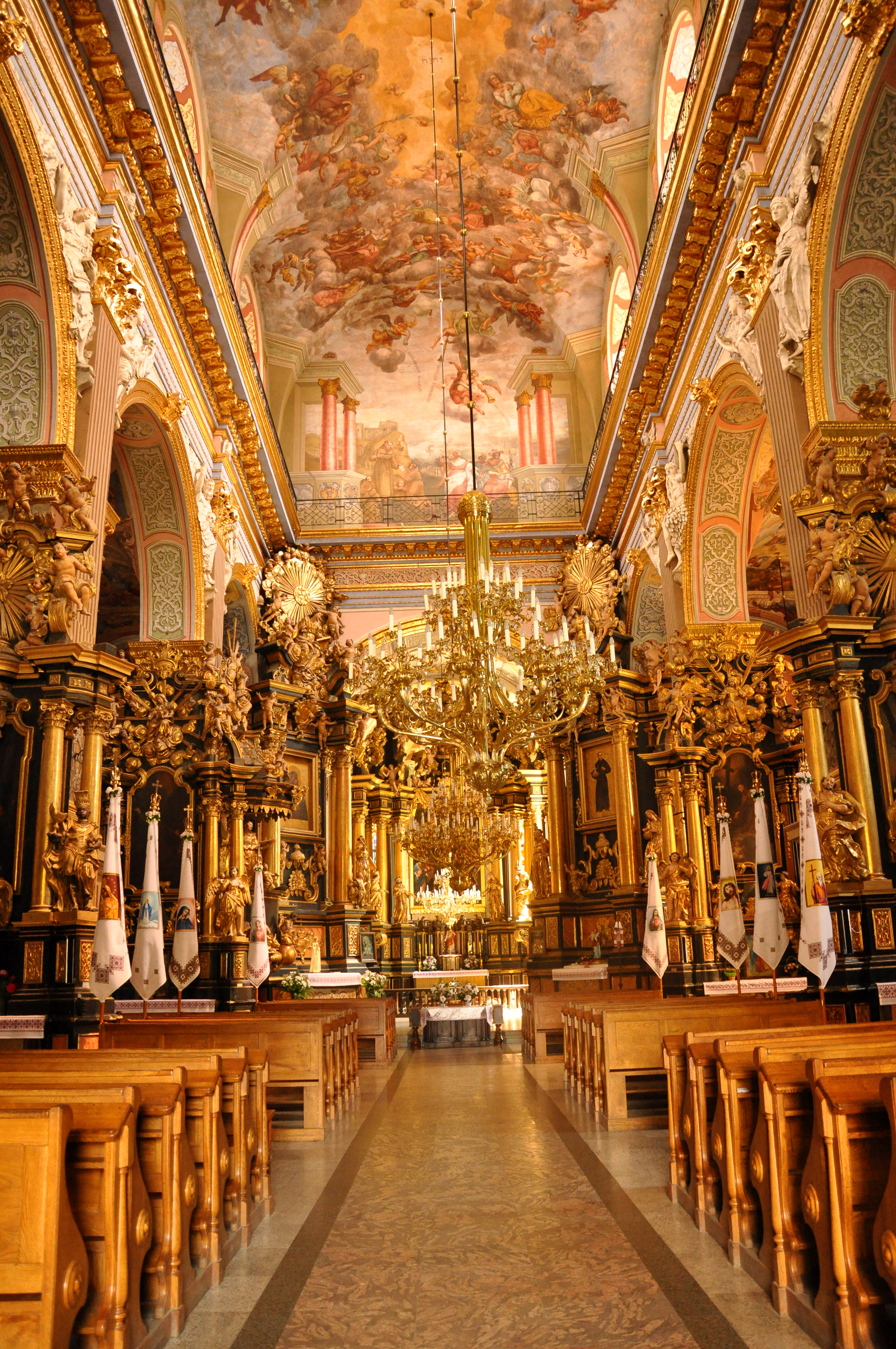
Intérieur.

La construction de l’église des bernardins commença en 1600 et fut achevée pour l’essentiel en 1620, mais une partie des travaux se poursuivit jusque 1630. Les chroniques attribuent les projets au moine B. Abelide, mais sa construction à Paul Rimlianin (ru) et à Ambroise Blagaskloniy (ru). Le parachèvement à André Bemer (en) de Wrocław. Ce dernier fit édifier une tour contiguë au coin nord-est du bâtiment et réalisa l’achèvement de la façade.
L’église, en pierres taillées, s’élève sous forme d’une basilique à trois nefs, qui se prolongent par un chœur et une abside à facettes. La galerie inférieure de la façade est réalisée dans la tradition Renaissance. La composition de cette façade principale fait bien apparaître la structure à trois nefs : le plan de l'église est de type basilical, nef centrale et collatéraux vers une croisée de transept.
La façade extérieure est dans le style de l'église du Gesù, mais plus chargé, plus tardif. Toute l'élaboration de cette façade est ternaire. Chacun des trois niveaux pyramidaux est rythmé par des séries de doubles pilastres entre lesquels s'ouvrent des fenêtres dans la façade. Trois statues sont reprises de la même manière que dans la façade de l'église du Gesù. Mais, ici, elles sont disposées un étage plus haut, rassemblées au centre et encadrées par deux pilastres aux extrémités du niveau, lui-même restreint sur les deux extrémités par des volutes. Le troisième niveau qui, dans l'église du Gesù est constitué d'un simple fronton, est, ici, démesuré : quatre niveaux de volutes et contre volutes supportent un tout petit fronton au sommet.
Ce fronton décoratif, dans sa composition, est maniériste, plus proche de l'école flamande ou allemande que des italiennes, et contraste fortement avec ces murs par sa sophistication. C'est, en effet, dans des formes sobres et finement dessinées, propres au style de l'œuvre de Rimlianin, que sont conçus, par contre, les murs porteurs et l'abside.
L'intérieur, réalisé au XVIIIe siècle, se distingue par une décoration baroque et même rococo, comme en témoignent les ornementations en stuc doré qui chargent les dessus des piliers et le fond de l'abside remarquable. Les murs ont été décorés par des peintures de B. Mazourkevitch, aidé de V. Bortnitsk, P. Voliansky et N. Sorotchinsky, entre 1738 et 1740. Le plafond est rehaussé de peintures en trompe-l'œil, caractéristiques du baroque tardif. Les sculptures en bois (1640-1641), du ciseau de Paul de Bydgotch, n'ont pas été conservées mais, au début du XXe siècle, des reproductions très fidèles ont été réalisées. Le bâtiment a été restauré dans les années 1970.
Les celliers, construits en même temps que l'église, sont accolés au côté nord. Le bâtiment est en briques, recouvertes de crépi. Ses plans sont complexes : une cour intérieure en carré, trois ou quatre étages pour certaines parties. Les ailes sont renforcées par des contreforts.
L'intérieur se présente comme un couloir recouvert de voûtes cruciformes. En décembre 2007, dans le cellier, sont découvertes des fresques datant du XVIIe ou du XVIIIe siècle. Des pièces uniques sur le territoire de l'Ukraine.
Le clocher de l'église des bernardins date de 1733-1734, et fut ajouté à l'ancien mur de défense, situé au sud de l'église.

## La rotonde et la colonne

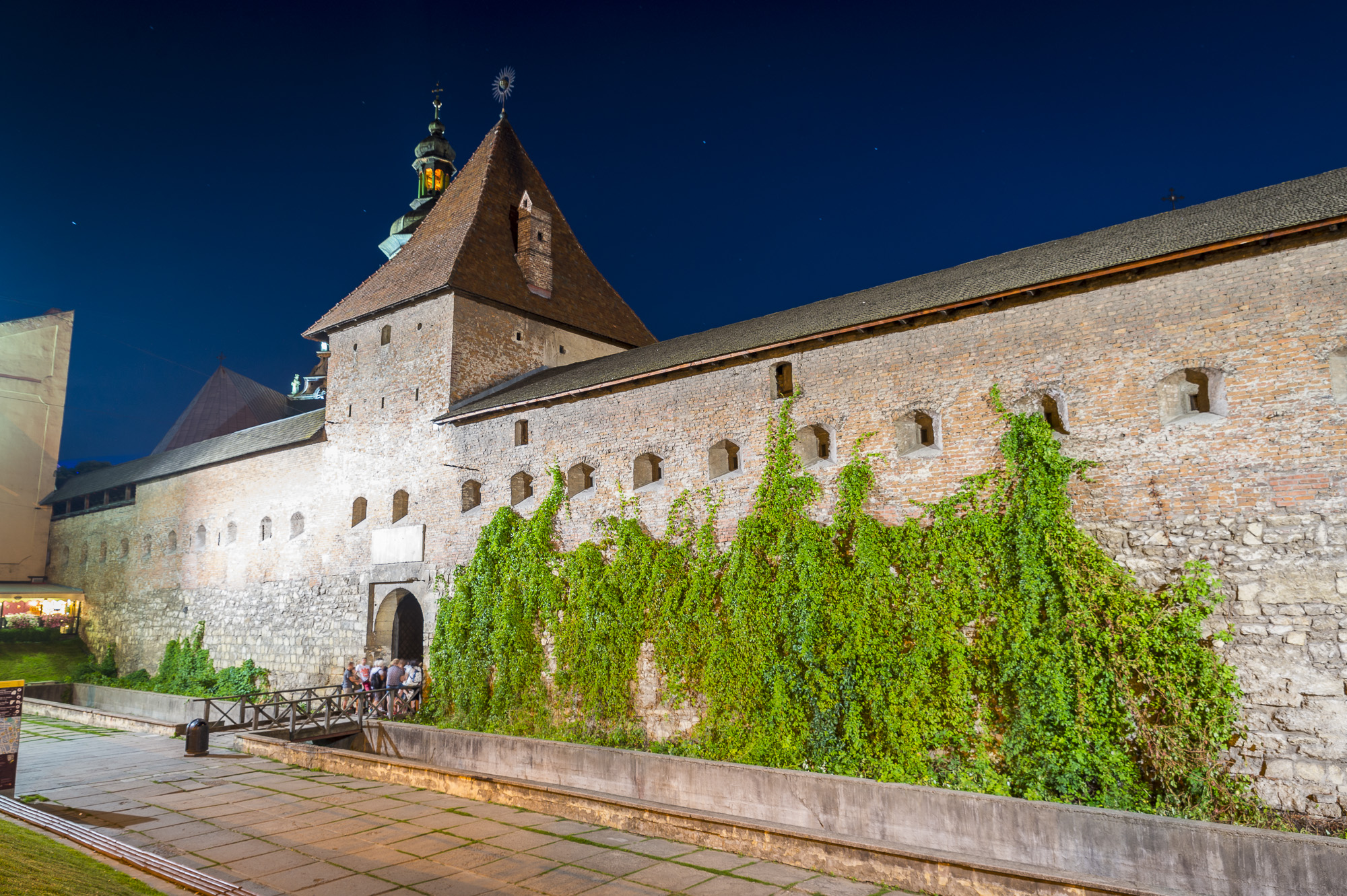
Porte Gliniancka.

Une rotonde, au-dessus d'un puits, construite en 1761, constituée d'arcades formant une tonnelle recouverte d'une coupole garnie de figurines. De sa restauration, dans les années 1970, une fresque, sous la coupole, a été conservée.
En 1736, devant l'église, est édifiée une colonne. Celle-ci est posée, avec son chapiteau composite, sur un piédestal à deux niveaux. Sur le chapiteau est déposé un vase. D'autres vases font ressortir les angles du piédestal.